# Ciudad Ojeda
Ciudad Ojeda é uma cidade venezuelana, capital do município de Lagunillas.